# Scrittura proto-elamica

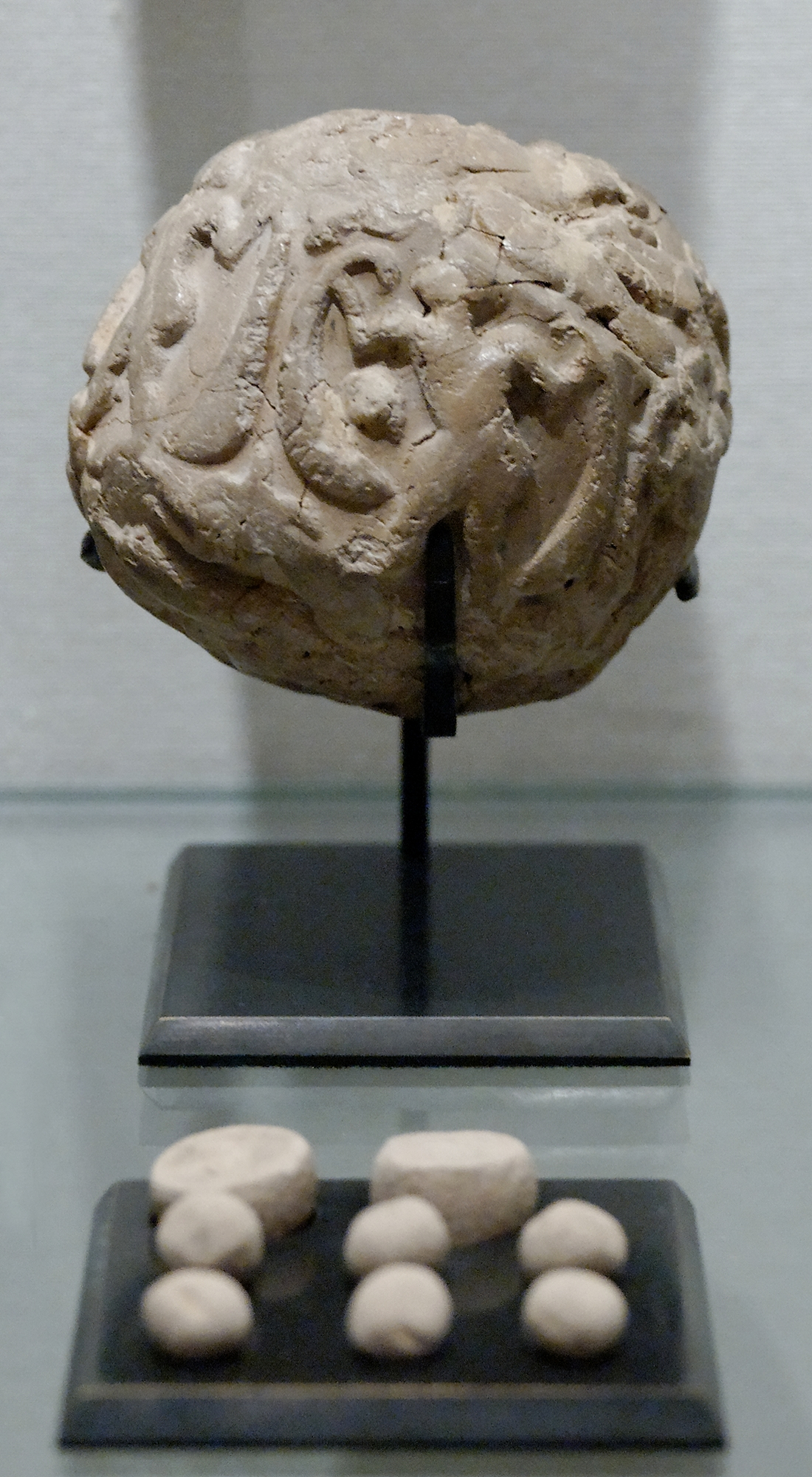
Periodo di Uruk: bulla con gruppo di gettoni di contabilità (calculi), da Susa. Museo del Louvre.

La scrittura proto-elamica è un sistema di scrittura non ancora decifrato attestato in Iran tra il 3100 e il 2900 a.C. Fu per la prima volta identificato da Vincent Scheil su tavolette rinvenute a Susa e il suo uso è testimoniato da ritrovamenti in diversi siti su tutto l'altopiano iranico. Era adoperato per la scrittura di documenti amministrativi (si avvale infatti di diversi e complessi sistemi numerali) e non vi sono certezze sulla lingua che il sistema grafico scriveva.

## Definizione
La definizione di tale sistema di scrittura come "proto-elamica" risale ai primi anni del XX secolo da parte del domenicano Vincent Scheil, epigrafista e poi codirettore della missione archeologica francese in Persia (1898-1902) diretta da Jacques de Morgan e curatore delle pubblicazioni dei testi ritrovati nei volumi delle Mémoires de la Délégation française en Perse (MDP). Con quest'espressione, Scheil intendeva designare un sistema di scrittura diffuso nell'area in cui si sarebbe successivamente sviluppata la lingua elamica, ma antecedente ad essa, senza attribuirgli connotazioni linguistiche o etniche ma puramente geografiche. Scheil registrava infatti come "elamici" tutti i testi provenienti da Susa: i testi nella lingua che oggi noi definiamo elamica erano da lui designati come "elamico-anzaniti" (élamites-anzanites) dal nome dell'antico centro elamico di Anshan (probabilmente l'attuale Tall-i Malyan), mentre quelli in accadico "elamico-semitici" (élamites-sémitiques) dal ceppo semitico di cui l'accadico era al tempo considerato il capostipite (oggi sappiamo che esistevano varietà semitiche più antiche, come l'eblaita). Il nome è da leggersi esclusivamente come derivato dal toponimo di origine biblica Elam (עֵילָם), che la Genesi spiega come derivato dall'antroponimo dell'omonimo figlio di Sem: coronimo che indica la regione a ovest del Tigri comprendente la parte est e sud-est dell'altopiano iranico, nota in elamico come Ha(l)tamti e in accadico Elamtu.

## Storia

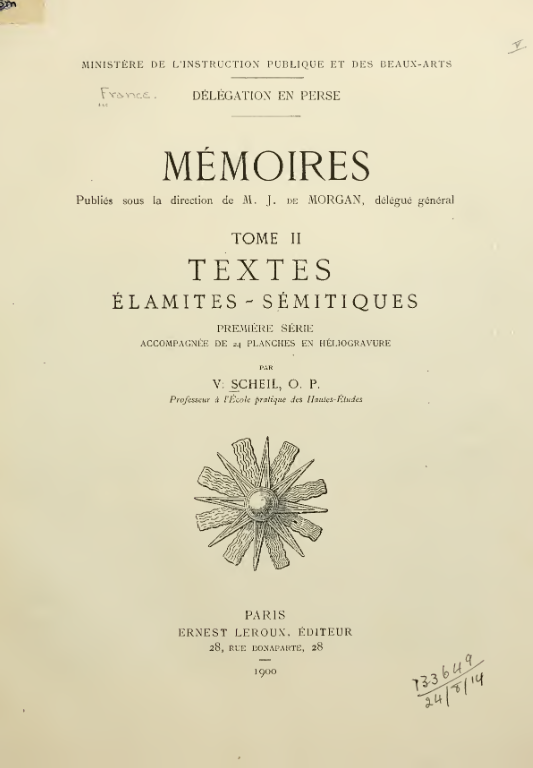
Frontespizio del secondo volume delle Mémoires de la Délégation française en Perse (MDP), in cui Vincent Scheil pubblicò i primi testi proto-elamici rinvenuti a Susa

La datazione delle tavolette non è un'operazione scontata: dei 1564 testi provenienti dall'acropoli di Susa, solo 16 provengono da scavi stratigrafici, quelli francesi condotti tra il 1969 e il 1971 (pubblicate da Le Brun nel 1971). Tuttavia, dai dati disponibili l'uso del sistema è attestato tra il 3100 e il 2900 a.C., nel periodo Uruk IV/Gemdet Nasr (con riferimento all'Iran, nel tardo medio Banesh), attestato a Susa negli strati 16-14B (da cui vengono le 16 tavolette di Le Brun). Le attestazioni del suo uso sono dunque coeve a quelle della nascita del proto-cuneiforme, ma non a quelle della più tarda scrittura detta elamico lineare, attestata alla fine del III millennio: è usata nelle iscrizioni prodotte dalla cancelleria del sovrano Puzur-Inshushinak a Susa attorno al 2100 a.C. e si riteneva fosse scomparsa con la presa di Susa da parte di Ur-Nammu della terza dinastia di Ur e l'inizio della dinastia Shimashki in Elam. Tuttavia, gli studi più recenti di François Desset confermano che era in uso almeno fino al 1950 a.C., in quanto attestata nei regni di Ebarat II e Shilhaha della dinastia dei Sukkalmah o Epartidi.

## Scoperta e identificazione
Scheil nel 1900 pubblicò le prime due tavolette recanti iscrizioni in tale sistema grafico, rinvenute durante gli scavi della missione archeologica francese a Susa. Sulle due tavolette in questione, egli scriveva:
"Sembra che abbiamo sotto gli occhi un altro sistema di scrittura cuneiforme, o quantomeno il risultato di un'evoluzione davvero indipendente, molto diversa da quella che ci hanno dato i segni detti "babilonesi". Evidentemente le nostre due tavolette, nonostante siano estremamente arcaiche, sono già di natura lineare, geometrica, piuttosto che geroglifica."
Ciò accadeva prima che a Uruk fosse scoperto e identificato in quanto tale, nel 1928, il primo corpus di testi proto-cuneiformi. Qualche anno più tardi, nel 1905, Scheil lo riconobbe come un "nuovo sistema di scrittura" e lo classificò come proto-elamico (PE), riconoscendo la natura principalmente amministrativa dei testi ed i sistemi numerali simili a quelli dei testi cuneiformi, tanto da ipotizzare che il proto-elamico e il cuneiforme babilonese avessero un'origine comune e che un tempo i due sistemi venissero confusi tra loro. In realtà Scheil aveva identificato come proto-elamici anche i primi tre testi rinvenuti in elamico lineare (EL), sistema principalmente fonetico, più complesso e successivo a quello proto-elamico, attestato anche in altri siti a sud dell'altopiano iranico.
Nel 2014 Desset ha riconosciuto in tre delle quattro iscrizioni di Konar Sandal un nuovo sistema di scrittura: esse infatti sono bilingui e, oltre ad una sezione in lineare elamico, ve n'è una in un sistema sconosciuto fino ad allora e da lui classificato come "geometrico": sistema coevo all'elamico lineare, sarebbe slegato da essa, dal proto-elamico e dal cuneiforme, con una scrittura bustrofedica composta da segni geometrici semplici.

## Diffusione e documentazione archeologica
Ad oggi sono state rinvenute circa 1780 tavolette o frammenti di esse registranti testi proto-elamici, parzialmente o totalmente numerali, di cui l'88% a Susa e le restanti in un consistente numero di siti diffusi su tutta l'area dell'altopiano iranico. Nello specifico, 1564 tavolette a Susa, una a Tall-i Ghazir, 32 a Tall-i Malyan, 26/27 a Tepe Yahya, una a Shahr-i Sokhta, 19 a Tepe Sialk, un frammento a Tepe Ozbaki e 137 (più alcuni frammenti numerali) a Tepe Sofalin. Quanto emerge da questo quadro rispetto alla distribuzione dei testi proto-elamici, a confronto con quella dei testi proto-cuneiformi di periodo Uruk IV e Uruk III, è che la diffusione della scrittura proto-elamica non fu limitata alle regioni in cui è documentata anche la scrittura proto-cuneiforme (le cui prime attestazioni sembrano star già scrivendo una lingua sintatticamente più articolata, probabilmente il sumero), ma fu ben maggiore. Peraltro, finora nessun sito ha presentato testimonianza dell'uso contemporaneo di entrambi i sistemi, il che potrebbe lasciar dedurre che l'adozione di uno dei due facesse sviluppare scuole scribali che ritenevano ridondante l'utilizzo anche dell'altro.
Per quanto riguarda la lineare elamica, invece, ad oggi vi sono 40 iscrizioni note, di cui 19 provenienti da Susa (di principale rilievo quelle attribuibili al sovrano Puzur-Inshushinak), e le altre da altri siti a sud dell'altopiano iranico: quattro da Konar Sandal/Jiroft (di cui tre registrano anche porzioni in geometrico), una da Shahdad, una da Marv Dasht, otto da Kam-Firouz e sette di provenienza incerta.

## Contenuto e struttura dei testi
I testi proto-elamici ad ora noti sono esclusivamente documenti amministrativi, che registrano ricezioni, inventari e trasferimenti di risorse di grano, bestiame, lavoratori etc. Quasi tutti i testi si aprono con un'intestazione, spesso composta da un solo segno complesso, probabilmente indicante l'ufficio, l'autorità o la persona cui l'operazione registrata faceva capo. Qualora questa mancasse, come accade nei testi più arcaici, si suppone che altre informazioni (per esempio il luogo dove si trovava il magazzino interessato) la sostituissero. Segue una serie di voci, in un numero che può variare da una a centinaia nel caso dei testi più lunghi, talvolta divisibili in diverse sottovoci. Ogni voce termina con una notazione numerale dell'oggetto contato, solitamente specificato dal segno immediatamente precedente il numero. Il totale del conteggio è sempre registrato sul retro della tavoletta, ruotata sull'asse orizzontale. Qualora si esaurisca lo spazio per il testo principale sul fronte, questo viene registrato anch'esso sul retro, ma ruotando il supporto verticalmente: sul retro, in tal caso, vi sono quindi due porzioni di testo diversamente orientate, di solito con dello spazio libero nel mezzo. Spesso le tavolette presentano anche impressioni di sigilli cilindrici.

## Segni e significati
Ad oggi tutti i segni finora rilevati sono stati mappati, prima da Piero Meriggi negli anni settanta del 1900, più recentemente sulla base di Meriggi da Jacob Dahl nel 2012 per l'archivio della CDLI (Cuneiform Digital Library Initiative, progetto della University of California di Los Angeles, University of Oxford e del Max Planck Institute for the History of Science di Berlino). È possibile effettuare una divisione dei segni non numerali proto-elamici in due macrocategorie: i segni logografici indicanti gli oggetti contati ed i segni utilizzati per identificare istituzioni o uffici, probabilmente anche nomi di persone o luoghi (è a quest'ultima categoria che afferiscono i numerosi singletons attestati, circa un centinaio: segni che appaiono una volta sola, probabilmente creati di volta in volta per nuove occorrenze), tra i quali è probabile vi siano fonogrammi sillabici. Le due categorie non sono stagne: è frequente che segni indicanti oggetti vengano utilizzati anche all'interno di intestazioni o di probabili nomi propri, ipoteticamente con valore fonetico.
Dei segni utilizzati per indicare gli oggetti contati, solo di pochi è possibile identificare facilmente il significato dall'aspetto grafico (per esempio, segni raffiguranti vasi e ciotole); per altri è stato talvolta possibile avanzare ipotesi grazie a deduzioni legate alle somiglianze coi segni proto-cuneiformi, al contesto e ai sistemi numerali utilizzati. Sono stati identificati segni indicanti le pecore e altri capi di bestiame, e il segno statisticamente più attestato, M288, pare indicare un cereale, probabilmente l'orzo. Il segno M388, probabilmente indicante i lavoratori di sesso maschile/schiavi, è uguale al segno cuneiforme che in sumero si legge KUR, con significato di "montagne" (soprattutto in riferimento ai monti Zagros) e di "paese straniero" (altro da Sumer) o "nemico".
Tra i segni della seconda macrocategoria, il più noto è il segno M136, il cosiddetto triangolo irsuto (hairy-triangle), che si ritiene indichi la figura reggente di una certa istituzione, specificata da un segno più piccolo ad esso inscritto che ne genera una variante (per esempio, il segno M136g sembra indicare il sovrano di Susa). Il segno e le sue varianti appaiono anche su diversi sigilli proto-elamici.

## Sistemi numerali

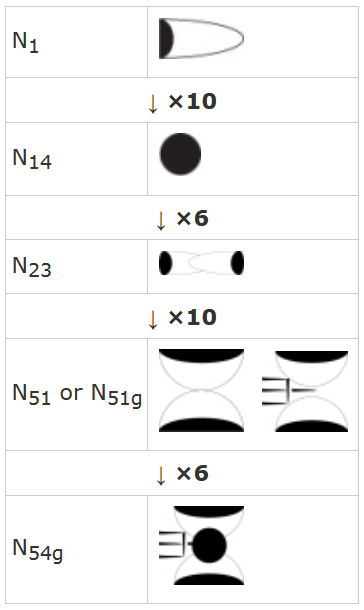
I sistemi numerali D e C, CDLI Wiki

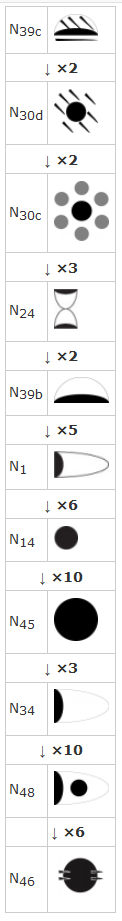
- C

Sulle tavolette proto-elamiche attualmente note si trova traccia di diversi sistemi numerali (con diverse varianti per ciascuno), diversamente adoperati per contare entità discrete (per es. uomini o capi di bestiame) o misurare entità continue (per es. quantità di cereali). Sono tutti sistemi numerali additivi, ovvero in cui ogni segno ha un valore numerico intrinseco indipendente dalla posizione in cui si trova. Il segno base, rappresentante l'unità, è tendenzialmente il segno N1 (talvolta in alcune sue varianti), segno semplice realizzato imprimendo sulla tavoletta lo stilo a punta rotonda inclinato; gli altri segni dei sistemi numerali sono nella maggior parte dei casi altri segni semplici. Osservando i calcoli e i risultati ottenuti, è oggi possibile conoscere i valori matematici dei segni coinvolti.
Tra quelli per le entità discrete il più utilizzato è quello per le entità discrete animate (umani o animali), classificato come sistema D. Si tratta di un sistema su base decimale, composto principalmente da tre segni (N01, N14, N23, in alcuni casi anche N51/N51g e N54g per esprimere valori superiori). Per le entità discrete sono attestati anche altri due sistemi numerali: il sistema S, su base sessagesimale, usato per contare entità discrete inanimate e il sistema B, bi-sessagesimale, usato per contare unità discrete di oggetti di per sé continui (ad es. misure di cereali), probabilmente usato per contare razioni alimentari, come similmente accadeva in una fase arcaica a Babilonia.
Tra quelli per le entità continue, è principalmente attestato un sistema classificato come C (con due varianti, C# e C''): si tratta di un sistema complesso, che comprende anche sottoparti dell'unità di misura di riferimento (le cifre annotate dopo l'unità N1 sono quelle "dopo la virgola").

## Questione linguistica
A differenza dell'elamico lineare, che, come le ricerche di Desset del 2020 hanno confermato, scrive una forma arcaica della lingua elamica, non c'è ancora alcuna certezza circa quale lingua il sistema di scrittura proto-elamica scriva, se ne scrive una. Fattori che creano dubbi sono l'apparente basso tasso di standardizzazione del sistema grafico e la presenza di un alto numero di singletons. Ipotesi accreditata è che il sistema di scrittura proto-elamica non sia un sistema di scrittura formato quanto un proto-sistema non adoperato a fini propriamente comunicativi, ma per tener traccia schematicamente di affari correnti all'interno di una singola amministrazione, unico gruppo da cui il testo andava letto e compreso. Ciò è simile a quanto accadeva nei primi testi proto-cuneiformi (periodo Uruk V-IVb), anche se in quel caso la via della standardizzazione ad un certo punto appare avviata (da Uruk IVa, e ancor più in Uruk III). Inoltre, la quasi totalità di segni sembra essere logografica o numerale: gli unici presunti fonogrammi sembrano essere presenti solo nella scrittura di antroponimi o toponimi. È una lettura possibile quella secondo cui, stando a quanto detto, il proto-elamico non scriva (se non per i nomi registrati foneticamente) effettivamente nessuna lingua in particolare, ma tenga solo traccia concettualmente di affari amministrativi.
Il dravidista David McAlpin nel 1975 ha ipotizzato l'esistenza di un'originaria famiglia linguistica elamo-dravidica cercando similitudini tra i caratteri proto-cuneiformi e quelli dell'ancora indecifrata scrittura dell'Indo o Harappa, individuando alcune somiglianze, dati tuttavia affatto insufficienti a trarre conclusioni.

## Decifrazione
Ci è generalmente possibile intendere il contenuto dei testi proto-elamici. Tuttavia, nonostante le verosimili conclusioni circa la classificazione del proto-elamico come proto-sistema che non scrive nessuna lingua in particolare, il problema della decifrazione permane: il problema della lettura dei segni fonografici resta da affrontare, e inoltre per alcuni testi non siamo ancora in grado di intendere neppure il senso generale. Vari contributi del secolo scorso, il lavoro svolto da Dahl per la digitalizzazione e messa a disposizione dei testi per chiunque volesse contribuire attraverso la CDLI e i recenti lavori di Desset che hanno portato alla parziale decifrazione della scrittura lineare elamica, però, sembrano aprire la strada a una situazione favorevole per l'ultimazione del lavoro.  
Come anticipato, per l'elamico lineare la situazione è ben differente. Già all'inizio del XX secolo alcuni testi bilingui in elamico lineare e cuneiforme accadico da Susa condussero Bork a leggere, nel 1905, in alcune sequenze di segni i nomi del dio Inshushinak e del sovrano Puzur-Inshushinak. Nel corso del secolo, i principali contributi sulla strada della decifrazione della lineare elamica, principalmente basati sulle stesse iscrizioni di Puzur-Inshushinak da Susa, sono giunti da Walter Hinz negli anni sessanta e da Piero Meriggi nella prima metà degli anni settanta.
A partire dal 2006 comincia a perseguire l'obiettivo della decifrazione François Desset, docente presso l'Università di Teheran. Dopo aver identificato il sistema geometrico nel 2014, nel 2018 compie un passo fondamentale pubblicando i risultati della ricerca su un corpus testuale in lineare elamica inciso su una serie di vasi gunagi in argento di inizio II mill. a.C. (2000-1900 a.C.) provenienti dalla necropoli della dinastia dei Sukkalmah nella regione di Kam-Firouz e dal mercato antiquario (infatti a lungo ritenuti falsi) ed in parte oggi appartenenti alla collezione Mahboubian di Londra. Attraverso un metodo simile a quello adottato da Champollion e da Grotefend per quando riguarda la scrittura geroglifica e quella cuneiforme (e in passato già usato da Bork), Desset è partito dall'identificazione in sequenze di segni ricorrenti del teònimo del dio Napirisha e degli antroponimi dei sovrani Shilhaha ed Ebarat II, capostipiti della dinastia degli Epartidi.
Nel 2020 Desset ha annunciato di essere riuscito, proseguendo gli studi sui vasi gunagi, a decifrare la lineare elamica. Il 23 novembre 2020 ha presentato nella conferenza online Breaking the code dell'Università degli Studi di Padova i primi riscontri della sua ricerca, presentata per la pubblicazione sulla rivista tedesca Zeitschrift für assyriologie und vorderasiatische archaeologie. Da quanto è stato divulgato, si può concludere che si tratta della più antica scrittura fonetica conosciuta, che non ha una componente logografica come si era supposto e che è solitamente scritta da destra verso sinistra e dall'alto verso il basso, talvolta con una linea verticale per separare parole o sintagmi. Vi sono ad oggi 268 segni noti (in realtà 80-100 segni base, a cui si aggiungono varianti dovute a differenze geografiche e cronologiche), non conosciamo ancora forme di annotazione numerale e la lingua scritta è una forma arcaica della lingua elamica. Stando alle dichiarazioni di Desset, tale risultato avrebbe "aperto un'autostrada" verso la decifrazione del sistema proto-elamico.

## Sigilli proto-elamici

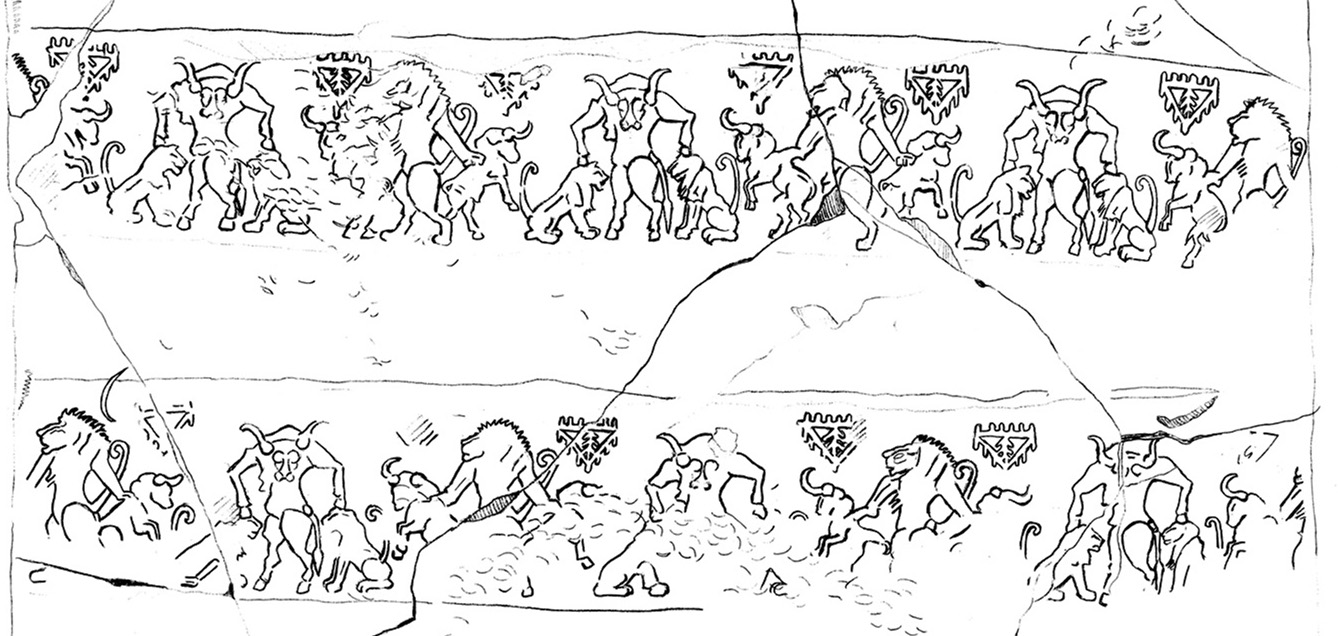
Il cosiddetto sigillo del sovrano di Susa col segno M136g, così come impresso su Sb2801 (CDLI)

I sigilli cilindrici proto-elamici presentano un'iconografia più ristretta di quelli di periodo Uruk e possono essere generalmente distinti in geometrici o figurativi. Sui sigilli figurativi dominano le rappresentazioni di animali, sia reali che mitici, sia naturali che antropomorfi ed atti in azioni umane: particolarmente comuni sono il leone e il toro. Gli esseri umani, se non in un caso (Amiet, sigillo 930), non sono mai rappresentati, in linea con le tendenze generali dell'arte proto-elamica. In vari casi pare ci sia attinenza tra i soggetti raffigurati sul sigillo e il contenuto del testo, e talvolta all'interno del sigillo è riportato il segno che figura all'inizio del documento, il simbolo dell'autorità emittente: ad esempio, il segno M136g è raffigurato nel cosiddetto "sigillo del sovrano di Susa", attestato sulla tavoletta Sb 2801 e rappresentante tori antropomorfi in posizione di dominio su dei leoni e simmetricamente leoni antropomorfi in posizione di dominio su dei tori. Le figure di leoni e leonesse antropomorfi, in particolare, appaiono molto comuni nelle raffigurazioni dell'epoca, come dimostrato, oltre che da altri sigilli, dalla statuetta della Leonessa di Guennol (oggi ritenuta per lo più un falso). In diversi casi, il sigillo è sostituito da una raffigurazione geometrica tracciata a mano (spesso composta da due figure intrecciate) ad imitarne l'effetto.